# Düne am Treßsee
Koordinaten: 54° 42′ 26″ N, 9° 28′ 22″ O

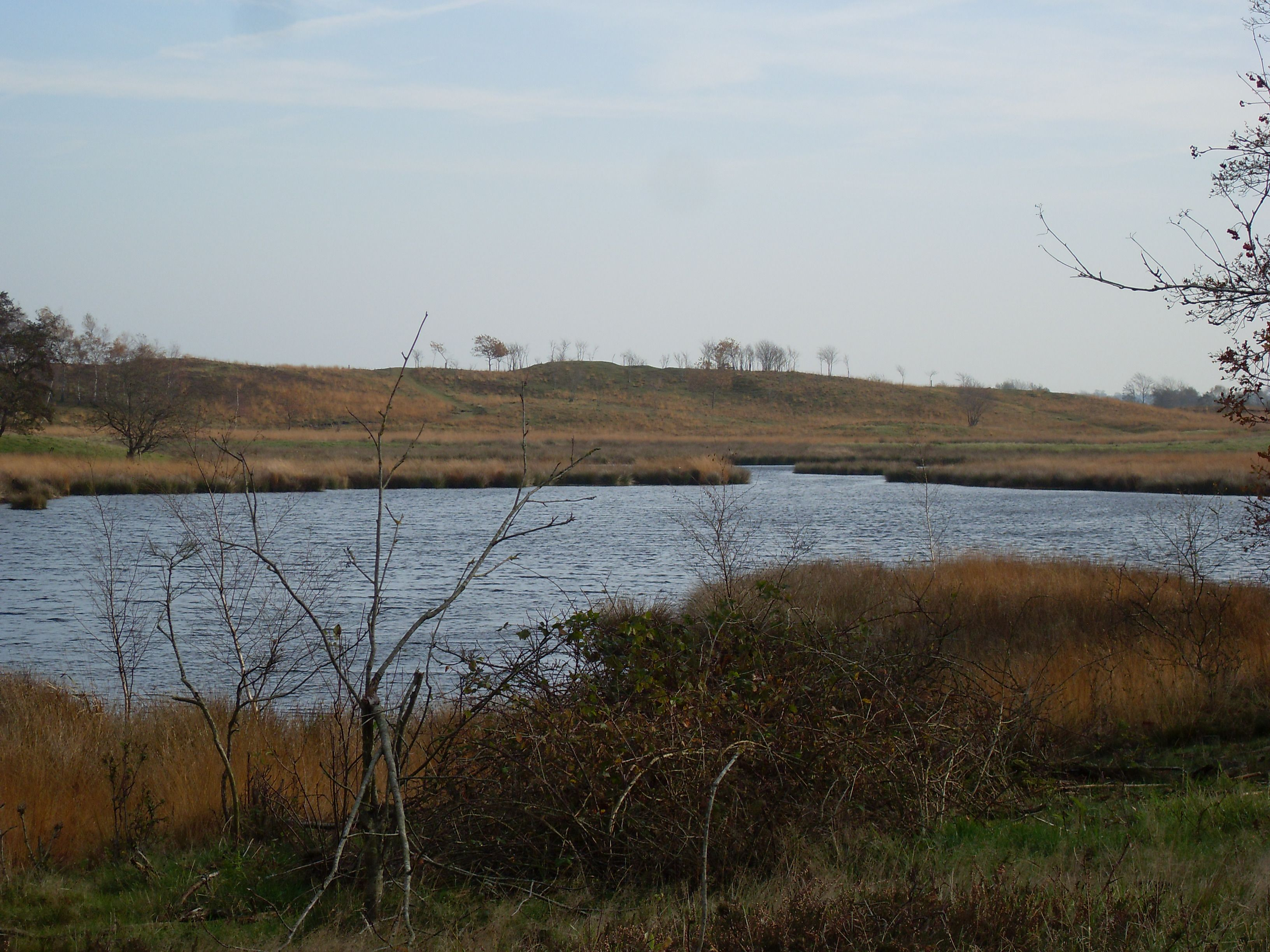
Düne am Treßsee

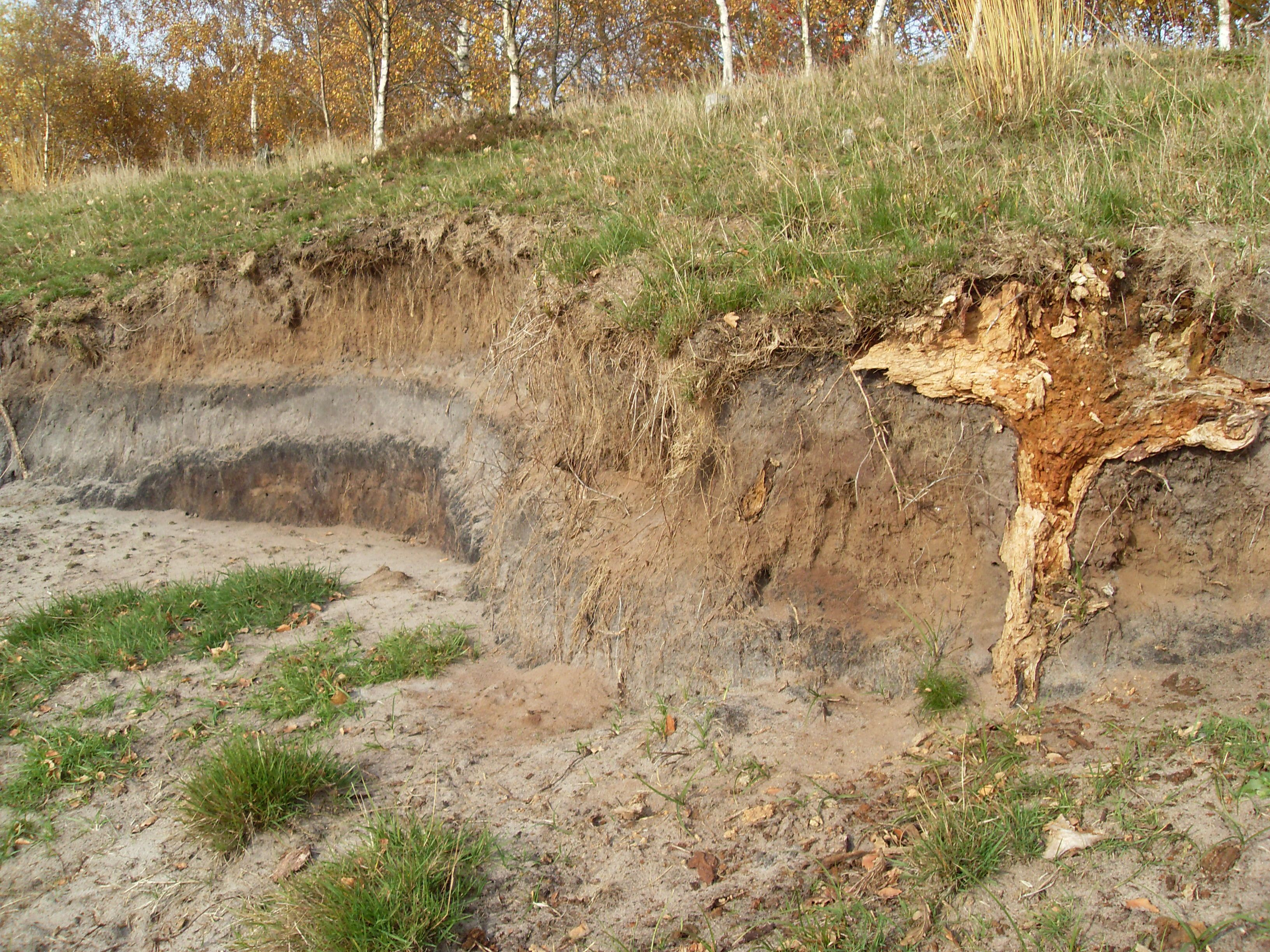
Dünenanschnitt mit Baumstumpf und Podsolprofil

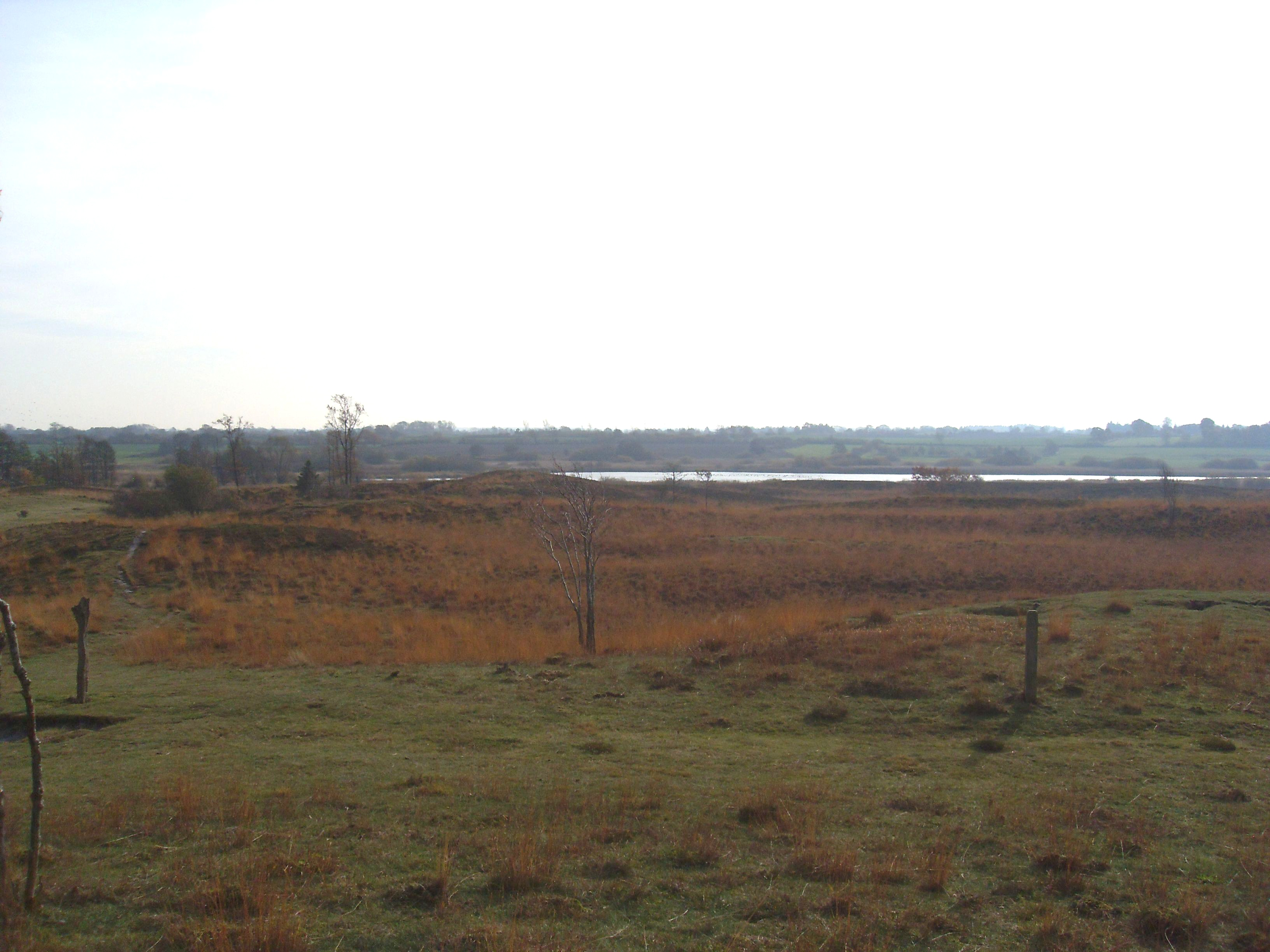
Blick von der Düne auf den Treßsee

Die Düne am Treßsee ist ein kleines Binnendünenfeld südlich von Flensburg im Bundesland Schleswig-Holstein und im Kreis Schleswig-Flensburg nahe dem Treßsee. Das Gebiet ist Teil des Naturschutzgebietes Obere Treenelandschaft. Dieses ist wiederum Teil des Landschaftsschutzgebietes "Oberes Treenetal und Umgebung". Das Binnendünenfeld ist ebenfalls Teil des FFH-Gebietes Treene Winderatter See bis Friedrichstadt und Bollingstedter Au. In Bezug auf seine geomorphologische Entwicklung handelt es sich um eines der am besten untersuchtesten und datierten Dünenfelder Norddeutschlands mit sieben nachgewiesenen Entwicklungsphasen.

## Geomorphologie
Das Dünenfeld ist Teil der Jungmoränenlandschaft im östlichen Hügelland Angelns und befindet sich unmittelbar vor einem Stauchendmoränenkomplex aus der Weichsel-Kaltzeit.
Auf dem Gebiet kommen mehrere kleinere Dünenkörper vor, die von der Vegetation fixiert sind. Sie lassen sich keinem speziellen Dünentyp zuordnen, sind jedoch teilweise parabelförmig. Darüber hinaus existieren randliche Flugsanddecken. Es ist von einer Dünensandmächtigkeit von mindestens 12 m auszugehen.
Da an mehreren Abbruchkanten entlang der Dünen der holozäne Podsol (ein Boden, der durch die vertikale Verlagerung von Humus und Sesquioxiden (Eisen, Mangan) entstanden ist) aufgeschlossen ist, kann gefolgert werden, dass der überwiegende Teil der Sandkörper aus der ausgehenden Weichsel-Kaltzeit stammt. Datierungen zufolge bildeten sich die Dünen während der Jüngeren Dryaszeit. Deutlich sichtbar sind weiterhin auch junge Überwehungen des holozänen Bodenprofils mit verlagertem Flugsand, was auf eine teilweise Remobilisierung von Flugsand (und nicht der kompletten Düne) hindeutet. Mithilfe von OSL-Datierungen und der Radiokarbonmethode konnten insgesamt sieben Bildungs- und Umlagerungsphasen innerhalb des Dünenfeldes nachgewiesen. Die letzte Umlagerungsphase fand während der Frühen Neuzeit statt. Dies deckt sich mit Untersuchungen an den Auensedimenten der nahgelegenen Treene, die ebenfalls auf eine verstärkte landwirtschaftliche Nutzung der Umgebung für diesen Zeitraum schließen lassen.
Zur Herkunft der Sande während des Spätglazials existieren bislang keine detaillierten Untersuchungen. Am wahrscheinlichsten ist die Herkunft durch die vorherrschenden Westwinde von den westlich angrenzenden Sanderflächen der Niederen Geest.
Südlich der Düne befindet sich der stark verlandete Treßsee, durch den die Treene fließt. Auch er kommt als Quelle für die Flugsande infrage.

## Schutzstatus
Das rund zehn Hektar große Gebiet der Düne am Treßsee steht seit dem Jahr 1937 unter Naturschutz. Zudem befindet es sich im Bereich des Naturschutz-Großprojektes Obere Treenelandschaft. Um die Düne tritt Silbergras und Sandheide auf; die Flugsandbereiche der Düne sind überwiegend von Trockenheide bewachsen. Im Naturschutzgebiet leben zudem viele spezialisierte und seltene Insekten wie zum Beispiel Spinnen, Grabwespen, Heuschrecken und Sandlaufkäfer. Senken sind durch stehende Gewässer wie den angrenzenden Julesee, Moore sowie Feucht- und Nassgrünland charakterisiert. Einzelne frei stehende Bäume oder Baumgruppen aus Kiefern, Erlen und Birken kommen auf den sonst unbewaldeten Flächen vor.
Ursprünglich war das Dünengebiet mit standort- und gebietsfremden Fichten aufgeforstet, die jedoch im Rahmen von Naturschutzmaßnahmen wieder entfernt wurden. Von der Stiftung Naturschutz wird das Gebiet derzeit aus der verbliebenen landwirtschaftlichen Nutzung in die ursprüngliche Hüteschafhaltung überführt. Dabei werden Schafe und Robustrinder extensiv zur Beweidung eingesetzt, um so die Fläche offen zu halten und den Bewuchs von Heide und Trockenrasen zu fördern.

## Touristische Nutzung
Acht ausgewiesene Wanderwege rund um den Treßsee führen zu verschiedenen Zielen im Landschaftsschutzgebiet Oberes Treenetal und Umgebung. Auf einer der Dünenkuppen befindet sich ein Aussichtspunkt.